# 552
552（五百五十二、ごひゃくごじゅうに）は自然数、また整数において、551の次で553の前の数である。

## 性質
- 552は450番目の合成数である。(オンライン整数列大辞典の数列 A002808)[1]
- 素因数分解 552 =23×3×23 
  - 約数の個数は16である。(オンライン整数列大辞典の数列 A000005)[2]
  - 約数は 1, 2, 3, 4, 6, 8, 12, 23, 24, 46, 69, 92, 138, 184, 276, 552 である。
  - 約数の和は1440。(オンライン整数列大辞典の数列 A000203)[3]
    - 134番目の過剰数である。1つ前は550、次は558。

  - 素因数の和が完全数になる8番目の数である。1つ前は532、次は575。
  - 552 = 23 × 24
    - 23番目の矩形数である。1つ前は506、次は600。
    - 552 = 23 × σ(23) (ただし σ は約数関数)
      - n = 23 のときの n × σ(n) の値とみたとき1つ前は792、次は1440。(オンライン整数列大辞典の数列 A064987)

  - 3つの異なる素因数の積で p3 × q × r の形で表せる12番目の数である。1つ前は520、次は594。(オンライン整数列大辞典の数列 A189975)
- アリコット数列において最後まで決定できない2番目の数である。1つ前は276、次は564。(オンライン整数列大辞典の数列 A216072)
- 552 = 231 + 232 = 242 − 241
  - 23の累乗和とみたとき1つ前は23、次は12190。
- 2から46までの偶数の和である。
- 連続素数和
  - 552 = 79 + 83 + 89 + 97 + 101 + 103
    - 6つの連続する素数の和で表せる22番目の数である。1つ前は522、次は580。(オンライン整数列大辞典の数列 A127333)

  - 552 = 37 + 41 + 43 + 47 + 53 + 59 + 61 + 67 + 71 + 73
    - 10個の連続する素数の和で表せる12番目の数である。1つ前は510、次は594。(オンライン整数列大辞典の数列 A127337)
- 三個の平方数の和
  - 552 = 22 + 82 + 222 = 102 + 142 + 162
    - 3つの平方数の和としてちょうど2通りで表せる126番目の数である。1つ前は548、次は553。(オンライン整数列大辞典の数列 A025322)[4]
    - 異なる3つの平方数の和としてちょうど2通りで表せる109番目の数である。1つ前は541、次は553。(オンライン整数列大辞典の数列 A025340)[5]
- 位取り記数法に依存した性質
  - n = 552 のとき n と n + 1 を並べた数を作ると素数になる。n と n + 1 を並べた数が素数になる70番目の数である。1つ前は546、次は560。(オンライン整数列大辞典の数列 A030457)
  - 各位の和 5 + 5 + 2 = 12
    - 各位の和が12になる49番目の数である。1つ前は543、次は561。
    - 12を基とする13番目のハーシャッド数である。1つ前は516、次は624。(オンライン整数列大辞典の数列 A333814)
    - 141番目のハーシャッド数である。1つ前は550、次は555。

- 約数の和が552になる数は1個ある。(411) 約数の和1個で表せる107番目の数である。1つ前は549、次は553。

## その他 552 に関連すること
- 西暦552年
- 紀元前552年
- 552空